# Sinan ibn Thabit
Abu Said Sinan ibn Thabit ibn Qurra (Arabisch : سنان بن ثابت بن قرة) (ca. 880 - 943) was een Arabisch arts, wiskundige en astronoom. Hij is de zoon van Thabit ibn Qurra en de vader van Ibrahim ibn Sinan. Hij wordt de vader van de Islamitische wiskunde genoemd. Er is zeer weinig bekend over Sinan ibn Thabit. Bovendien is hij beter bekend als arts dan als wiskundige.
'Abd al-Hamīd ibn Turk · 
Abd-al-Rahman Al Sufi · 
Abū al-Hasan ibn Alī al-Qalasādī · 
Abū Ishāq Ibrāhīm al-Zarqālī · 
Abū Kāmil Shujā ibn Aslam · 
Abu'l-Hasan al-Uqlidisi · 
Abul Wafa · 
Ahmed ibn Yusuf · 
Al-Biruni · 
Al-Chwarizmi · 
Al-Hajjāj ibn Yūsuf ibn Matar · 
Alhazen · 
Al-Jayyani · 
Al-Karaji · 
Al-Khazini · 
Al-Kindi · 
Al-Mahani · 
Al-Majrati · 
Al-Sijzi · 
Hunayn ibn Ishaq · 
Ibn al-Banna · 
Ibn Sahl · 
Ibn Tahir al-Baghdadi · 
Ibn Yahyā al-Maghribī al-Samaw'al · 
Ibrahim al-Fazari · 
Ibrahim ibn Sinan · 
Jabir ibn Aflah · 
Kushyar ibn Labban · 
Mohammed al-Fazari · 
Mohammed ibn Jābir al-Harrānī al-Battānī · 
Nasir al-Din al-Toesi · 
Sinan ibn Thabit · 
Thabit ibn Qurra · 
Ulug Bey · 
Yusuf al-Mu'taman ibn Hud
- Gemeinsame Normdatei: 102473307
- International Standard Name Identifier: 0000 0000 0482 1843
- Library of Congress Control Number: n89115237
- Système universitaire de documentation: 243277466
- Virtual International Authority File: 20071183
- WorldCat: E39PBJkxQ8DpxfWtpBpdgYmDbd